# Lasiopogon pugeti
Lasiopogon pugeti là một loài ruồi trong họ Asilidae. Lasiopogon pugeti được Cole & Wilcox miêu tả năm 1938. Loài này phân bố ở vùng Tân Bắc giới.